# Бермуди на Летњим олимпијским играма 2016.
Бермуди су учествовали на 31. Олимпијским играма 2016. одржаним у Рио де Жанеиру (Бразил) од 5. до 21. августа 2016. године. То је било њихово 18 учешће на Летњим олимпијским играма од Олимпијских игара 1936. у Берлину када су први пут учествовали. Представљало их је 8 спортиста који су се такмичили у 5 индивидуалних спортова.
Заставу Бермуди на свечаном отварању Олимпијских игара 2016. носио је атлетичар Тајрон Смит.
На овим играма спортисти Бермуда нису освојили ниједну медаљу.

## Спортисти Бермуда по дисциплинама
| Спорт      | Мушкарци | Жене | Укупно |
| ---------- | -------- | ---- | ------ |
| Атлетика   | 2        | 0    | 2      |
| Веслање    | 0        | 1    | 1      |
| Једрење    | 1        | 1    | 2      |
| Пливање    | 1        | 1    | 2      |
| Триатлон   | 0        | 1    | 1      |
| Укупно (4) | 4        | 4    | 8      |

## Резултати по спортовима

### Атлетика

#### Мушкарци
| Атлетичар      | Дисциплина | Лични рекорд | Група    | Група      | Полуфинале       | Полуфинале       | Финале           | Финале       | Детаљи |
| Атлетичар      | Дисциплина | Лични рекорд | Резултат | Место      | Резултат         | Место            | Резултат         | Место        | Детаљи |
| -------------- | ---------- | ------------ | -------- | ---------- | ---------------- | ---------------- | ---------------- | ------------ | ------ |
| Харолд Хјутсон | 200 м      | 20,42        | 20,85    | 6. у гр. 7 | Није се пласирао | Није се пласирао | Није се пласирао | 63. / 76 (79 |        |
| Тајрон Смит    | скок удаљ  | 8,22 НР      | 7,81     | 10 у гр. Б |                  |                  | Није се пласирао | 16 / 30 (32) |        |

### Веслање
Први пут после Игара 1972. бермудски спортисти се понови такмиче у веслању.

#### Жене
| Веслачи      | Дисциплина | Квалификације | Квалификације | Репесаж | Репесаж | Четвртфинале   | Четвртфинале | Полуфинале | Полуфинале   | Финале  | Финале     | Ук. пласман | Детаљи                                       |
| Веслачи      | Дисциплина | Време         | Плас.         | Време   | Плас.   | Време          | Плас.        | Време      | Плас.        | Време   | Плас.      | Ук. пласман | Детаљи                                       |
| ------------ | ---------- | ------------- | ------------- | ------- | ------- | -------------- | ------------ | ---------- | ------------ | ------- | ---------- | ----------- | -------------------------------------------- |
| Мишел Персон | Скиф       | 8:22,15 ЧФ    | 3. у гр. 6    | -       | -       | 7:34,90 ПФ Ц/Д | 4. у чф. 4   | 8:05,78    | 2 у пф Ц/Д 2 | 7:34,41 | 4 у фин. Ц | 16. /32     | Архивирано на веб-сајту (22. септембар 2016) |

### Једрење
За олимпијске игре квалификовала се једна бермудска једрилица класе Ласер радијал на основу пласмана у регати ИСАФ-Светског купа 2016 у Мајамију, Флорида, САД. Драга једрилица класе Ласер пласирала се на осниву позива Тројне комисије.
Мушкарци
| Једриличар       | Дисциплина | Трка | Трка | Трка | Трка | Трка | Трка | Трка | Трка | Трка | Трка | Трка | Ук. бодова | Коначан пласман | Детаљи                                     |
| Једриличар       | Дисциплина | 1    | 2    | 3    | 4    | 5    | 6    | 7    | 8    | 9    | 10   | M*   | Ук. бодова | Коначан пласман | Детаљи                                     |
| ---------------- | ---------- | ---- | ---- | ---- | ---- | ---- | ---- | ---- | ---- | ---- | ---- | ---- | ---------- | --------------- | ------------------------------------------ |
| Камерон Пиментел | Ласер      | 31   | 45   | 41   | 27   | 44   | 42   | 39   | 34   | 42   | 39   | -    | 339        | 41. / 46        | Архивирано на веб-сајту (12. октобар 2016) |

Жене
| Једриличарка    | Дисциплина    | Трка | Трка | Трка | Трка | Трка | Трка | Трка | Трка | Трка | Трка | Трка | Ук. бодова | Коначан пласман | Детаљи                                     |
| Једриличарка    | Дисциплина    | 1    | 2    | 3    | 4    | 5    | 6    | 7    | 8    | 9    | 10   | М*   | Ук. бодова | Коначан пласман | Детаљи                                     |
| --------------- | ------------- | ---- | ---- | ---- | ---- | ---- | ---- | ---- | ---- | ---- | ---- | ---- | ---------- | --------------- | ------------------------------------------ |
| Сесилија Вломан | Ласер радијал | 32   | 28   | 33   | 35   | 35   | 33   | 34   | 33   | 32   | 32   | -    | 291        | 34. / 37        | Архивирано на веб-сајту (12. октобар 2016) |

М* Трка за медаље

### Пливање
Бермуди су од ФИНА добили универзални позив на пошању једног мушкарца и једну жену, без обзира што нису испливали задату норму..
Мушкарци
| Такмичар       | Дисциплина  | Лични рекорд | Група   | Група      | Полуфинале           | Полуфинале           | Финале               | Финале   | Детаљи |
| Такмичар       | Дисциплина  | Лични рекорд | Време   | Пласман    | Време                | Пласман              | Време                | Пласман  | Детаљи |
| -------------- | ----------- | ------------ | ------- | ---------- | -------------------- | -------------------- | -------------------- | -------- | ------ |
| Џулијан Флечер | 100 м прсно | 1.02,47      | 1:02,73 | 3. у гр. 1 | Није се квалификовао | Није се квалификовао | Није се квалификовао | 40. / 46 |        |

Жене
| Такмичарка      | Дисциплина    | Лични рекорд | Група | Група     | Полуфинале            | Полуфинале            | Финале                | Финале        | Детаљи                                     |
| Такмичарка      | Дисциплина    | Лични рекорд | Време | Пласман   | Време                 | Пласман               | Време                 | Пласман       | Детаљи                                     |
| --------------- | ------------- | ------------ | ----- | --------- | --------------------- | --------------------- | --------------------- | ------------- | ------------------------------------------ |
| Ребека Хејлигер | 20 м слободно |              | 26,54 | 6.у гр. 6 | Није се квалификовала | Није се квалификовала | Није се квалификовала | 52. / 88 (91) | Архивирано на веб-сајту (12. октобар 2016) |

### Триатлон
Бермуди су имали тратлонку Флору Дафи којој је ово треће учешће на Играма. Пласирала се на основу пласмана на светске ранг листе међу 40 прволасиираних 15. маја 2016.
Жене
| Триатлонка | Дисциплина  | Пливање (1,5 км) | Место | Бицикл (40 км) | Место | Трчање (10 км) | Место | Укупно          | Пласман      | Детаљи |
| ---------- | ----------- | ---------------- | ----- | -------------- | ----- | -------------- | ----- | --------------- | ------------ | ------ |
| Флора Дафи | Појединачно | 19:08            | 11    | 1:01:29        | 18    | 36:15          | 29    | 1:58:25 (+2:09) | 8. / 49 (56) |        |